# Sofia Reidy
Sofia Reidy, född 15 mars 2004, är en svensk fotbollsspelare.

## Biografi
Sofia Reidy spelade tidigare i Jitex och representerar sedan 2024 Kristianstads DFF samt det svenska landslaget där hon har spelat på olika ungdomsnivåer.